# Handley Page Hyderabad
El Handley Page HP.24 Hyderabad fue un bombardero pesado biplano bimotor, diseñado y producido por el constructor aeronáutico británico Handley Page. Ostenta la distinción de ser el último bombardero pesado de madera operado por la Real Fuerza Aérea (RAF).
El Hyderabad fue producido como un bombardero nocturno de reemplazo para los bombarderos  Vickers Vimy y Airco DH.10 Amiens de la RAF. Era un derivado del avión comercial Handley Page W.8, habiendo sido ideado originalmente para llevar a cabo tareas adicionales como el transporte de tropas y la patrulla costera. Fue uno de los primeros grandes aviones en ser equipado con los slats de borde de ataque de Handley Page. La compañía recibió un encargo por un solo prototipo el 13 de enero de 1923, que realizó su primer vuelo durante octubre del mismo año. Demostrando ser superior al rival Vickers Virginia, se realizó a Handley Page un encargo inicial de 15 bombarderos Hyderabad.
Fue puesto en servicio en 1925 como bombardero de primera línea. Se equipó con el modelo a un total de cuatro escuadrones, siendo una mitad de unidades regulares y la otra, de la Reserva Especial. Continuó en servicio en su capacidad de bombardero con la RAF hasta 1933, momento en el que el Hyderabad ya había sido eclipsado por aviones más capaces. En adición a su uso en el Reino Unido, la empresa aeronáutica belga SABCA solicitó un acuerdo de exportación, pero fue rechazado por la supuesta intervención de la Unión Soviética. Las posibles ventas en ultramar se complicaron debido a que el Hyderabad fue puesto en la Lista Secreta, que hacía difícil compartir cualquier información relativa al avión.

## Desarrollo

### Antecedentes
Los orígenes del Hyderabad se iniciaron en respuesta a la emisión por parte del Ministerio del Aire de múltiples Especificaciones durante octubre de 1920, incluyendo las D/R4, D/R9 y D/R12, que solicitaban un bombardero de largo alcance, un torpedero de defensa costera y un transporte de tropas, respectivamente. Entre las varias propuestas recibidas, hubo una de Handley Page de un avión que cubría los requerimientos de las tres especificaciones. El avión previsto era realmente un derivado de un avión comercial, el Handley Page W.8, que ya estaba en producción por la compañía. Si bien esta propuesta no fue tenida en cuenta en aquel momento, dos años después se solicitaron propuestas para cubrir la Especificación 31/22, un bombardero nocturno de reemplazo para los Airco DH.10 Amiens y Vickers Vimy. La propuesta de Handley Page, referida inicialmente como W.8D, compartía muchas de sus características, como las alas, la cola y el tren de aterrizaje del W.8B.
Habiendo impresionado la propuesta lo suficiente, la compañía fue agraciada con el contrato No. 369332/22 para producir un único prototipo W.8D, el 13 de enero de 1923. Este avión realizó su primer vuelo durante octubre de 1923, pilotado por Arthur Wilcockson. Durante las pruebas de servicio del prototipo llevadas a cabo por el Establecimiento Experimental de Aviones y Armamento (A & AEE) en Martlesham Heath, fue evaluado contra el Vickers Virginia. Llevando las mismas cargas, el W.8D demostró poseer superiores prestaciones, así como ser más ligero en general. Consecuentemente, a Handley Page se le concedió un contrato de producción para fabricar un lote inicial de 15 aviones, que fue designado oficialmente Hyderabad.

### Puesto en producción
El autor sobre aviación C. H. Barnes afirma que dificultades financieras por parte de Handley Page fueron las responsables de la relativamente baja tasa de producción del Hyderabad, que fue tal como para que el Ministerio del Aire interviniese y redistribuyese la responsabilidad contractual de la compañía. Estas dificultades de producción no impidieron el interés internacional en el bombardero; la compañía aeronáutica belga SABCA solicitó una licencia para fabricar localmente sus propios Hyderabad; sin embargo, el Ministerio del Aire rechazó formalmente cualquier contrato de este tipo debido supuestamente a sospechas de que la Unión Soviética podría haber estado tratando de adquirir el avión para sus propios propósitos militares. Handley Page también recibió una reprensión oficial por compartir planos detallados del Hyderabad con la prensa italiana, ya que el avión había sido puesto en la Lista Secreta.
Durante junio de 1927 se encargó un segundo lote de ocho Hyderabad, seguido poco después por un tercer encargo de once aviones para equipar a un segundo escuadrón de la RAF. En 1928 se encargó un lote final de once aparatos, aunque algunos fueron equipados con motores radiales Bristol Jupiter VIII y designados separadamente en su lugar como Handley Page Hinaidi. Este avión era un derivado, y efectivamente un sucesor, del Hyderabad, incorporando múltiples avances y poseyendo superiores prestaciones. Durante las vidas operativas de estos aviones, varios ejemplares fueron remotorizados con motores Lion debido a la escasez de Jupiter, haciendo que fueran designados de nuevo como Hyderabad.

## Diseño
El Handley Page Hyderabad era un bombardero pesado biplano bimotor de construcción enteramente en madera. Desde una perspectiva estructural, compartía un alto grado de similitudes con el avión comercial W.8 precedente. La propulsión consistía en un par de motores Napier Lion, que estaban instalados en el avión sin el uso de carenados.  El combustible estaba localizado en depósitos que colgaban por debajo del ala superior, dependiendo de la gravedad para alimentar a los motores. El Hyderabad estaba equipado con una única aleta y timón, y fue uno de los primeros grandes aviones en ser equipado con slats de borde de ataque de Handley Page, que daban al avión un alto grado de estabilidad lateral.
El Hyderabad era operado típicamente por cuatro tripulantes, comprendiendo dos pilotos y dos artilleros. Los pilotos, que estaban sentados en una disposición en tándem en cabinas separadas, estaban por delante del ala y disponían de una favorable visibilidad alrededor. El artillero delantero también hacía de apuntador-bombardero. En términos de armamento, podía llevar un par de bombas de 250 kg, o una cantidad mayor de municiones más pequeñas; su capacidad de autodefensa estaba formada por tres ametralladoras Lewis montadas en anillos Scarff instaladas en emplazamientos en el morro, a mitad del fuselaje superior y trasero-ventral.

## Historia operacional
Durante diciembre de 1925, el Hyderabad entró en servicio con el No. 99 (Bomber) Squadron en RAF Bircham Newton, donde reemplazó al bombardero monomotor Avro Aldershot. Barnes observó que el personal del escuadrón tenía en general buena opinión del avión, especialmente después de que el rediseñado timón se hubiera estandarizado. Las entregas del modelo eran lentas, mientras que las pérdidas por desgaste debidas a múltiples accidentes eran relativamente altas, una combinación de factores que retrasó la formación del segundo escuadrón, el 10.º Escuadrón en RAF Upper Heyford, hasta 1928. A pesar de que ocurrieron varios accidentes, no hubo víctimas; Barnes especula que esto fue un logro único entre los aviones de la RAF de la época.
Durante 1928 y 1929, también se formaron dos escuadrones de la Reserva Especial, recibiendo al Hyderabad como equipamiento. El 12 de octubre de 1928, un Hyderabad del No. 99 Squadron emprendió un vuelo particularmente notable para la época, realizando un vuelo sin escalas entre Upper Heyford y Turnhouse. Durante 1931, ambos escuadrones regulares de Hyderabad fueron reequipados con el Handley Page Hinaidi, un desarrollo totalmente metálico del Hyderabad. El último escuadrón de la Reserva, el No. 503, continuó operando sus Hyderabad hasta 1933.

## Variantes
Type W.8D
Designación original del prototipo de bombardero pesado, uno construido.
HP.24 Hyderabad
Designación dada a los ejemplares de producción, 39 construidos.

## Operadores
Reino Unido
- Real Fuerza Aérea

## Especificaciones (Hyderabad)
Referencia datos: The British Bomber since 1914

### Características generales
- Tripulación: Cuatro (dos pilotos y dos artilleros)
- Longitud: 18 m (59,2 ft)
- Envergadura: 22,9 m (75 ft)
- Altura: 5,1 m (16,8 ft)
- Superficie alar: 136,7 m² (1471,5 ft²)
- Peso vacío: 4042 kg (8908,6 lb)
- Peso cargado: 6164 kg (13 585,5 lb)
- Planta motriz: 2× motor lineal W12 refrigerado por agua Napier Lion V o VA.
  - Potencia: 370 kW (510 HP; 503 CV) a 2250 rpm cada uno.
- Hélices: 1× de cuatro palas de paso fijo por motor.

### Rendimiento
- Velocidad máxima operativa (Vno): 175 km/h (109 MPH; 94 kt)
- Alcance: 800 km (432 nmi; 497 mi)
- Techo de vuelo: 4300 m (14 108 ft)
- Régimen de ascenso: 4,1 m/s (807 ft/min)
- Carga alar: 45,1 kg/m² (9,2 lb/ft²)
- Potencia/peso: 0,122 kW/kg (0,074 hp/lb)

### Armamento
- Ametralladoras: 

  - 3x Lewis de 7,7 mm en puestos de morro, dorsal y ventral
- Bombas: 499 kg (externamente)

## Aeronaves relacionadas

### Desarrollos relacionados
- Handley Page W.8
- Handley Page Hinaidi
- Handley Page Clive

### Aeronaves similares
- Vickers Vimy
- Vickers Virginia

### Secuencias de designación
- Secuencia HP._ (interna de Handley Page): ← HP.21 - HP.22 - HP.23 - HP.24 - HP.25 - HP.26 - HP.27 →